# Stefanie Werger
Stefanie Werger (* 2. Juli 1951 in Maria Lankowitz) ist eine österreichische Musikerin, Autorin und Kabarettistin.

## Leben
Stefanie Werger bekam schon als Kind Unterricht in den Fächern Klavier, Flöte und Violine. Mit 20 Jahren brach sie ihr Studium an der Grazer Musikakademie ab. Elf Jahre später, nachdem sie mit professionellen Tanzmusikformationen durch den deutschen Raum getourt war, wurde sie von einem Wiener Verleger entdeckt und brachte ihre erste Platte mit dem Titel Die Nächste bin ich heraus. Mit den folgenden elf Studio- und drei Livealben erreichte sie zahlreiche Auszeichnungen.
2003 gewann sie den Amadeus Austrian Music Award in der Kategorie „Beste Künstlerin Rock/Pop national“ und hatte einen Gastauftritt in der TV-Serie Kommissar Rex. Werger lebt seit 2000 in Graz, wo sie bis 2007 ein Kaffeehaus besaß, das von ihrer Schwester geleitet wurde. Werger heiratete im Juni 2006. 
Seit den 1990er Jahren ist Werger auch als Autorin tätig. Zu ihrem Repertoire zählen Gedichtbücher (z. B. Am Anfang war die Liebe), aber auch Kurzgeschichten und ein Kochbuch. Im Herbst 2006 veröffentlichte sie mit das Buch Ich rauche!, in dem sie sich gegen politische Maßnahmen gegen das Rauchen aussprach. 
Ab 2001 war sie auch als Kabarettistin mit ihren Musik- und Kabarettprogrammen auf Tournee. 2014 wurde ihr der Ehrenpreis für ihr Lebenswerk bei den Amadeus Awards verliehen. 2021 gab Werger mit ihrem Album Langsam wea i miad ihr Karriereende im Rahmen einer Abschiedstournee im Jahr 2022 bekannt. Die letzten beiden Konzerte fanden im Oktober 2022 im Grazer Orpheum statt.

## Diskografie
- 1982: Die Nächste bin ich
- 1983: I bring kan Hillybilly zsamm
- 1983: Zerbrechlich
- 1984: Wendepunkt
- 1985: Lust auf Liebe
- 1986: Intim
- 1986: Stoak wie a Felsen
- 1987: Sehnsucht nach Florenz
- 1988: Lebendig (Live-Album)
- 1989: bzw. beziehungsweise
- 1991: Stille Wasser
- 1992: Die Neunte
- 1994: Lebenszeichen
- 1996: ganz nah (Live-Album)
- 1998: Mit uns die Zeit
- 1999: Lampenfieber (Live-Album)
- 2002: Stark wie ein Felsen (Best of plus 3 Extratitel)
- 2011: Südwind
- 2014: Die schönsten Liebeslieder
- 2021: Langsam wea i miad

## Bücher
- Am Anfang war die Liebe
- Bevor du den Löffel abgibst, steck’ ihn in den Mund
- Wichtig ist was drinnen steht
- Wer spricht hier von Diät?
- Kulinarische Kompositionen – Trennkostrezepte mit Fantasie
- Ein Single kommt fast nie allein
- Aus meinem Herzen lesen
- Selima, die Zauberkatze
- Ich rauche!
- Als ich auszog, berühmt zu werden. Averbo, Graz 2016, ISBN 978-3-9504296-0-2

## Auszeichnungen
- 2022: Goldenes Ehrenzeichen für Verdienste um die Republik Österreich[5]
- 2022: Großer Josef-Krainer-Preis[6]
- 2023: Bürgerin der Stadt Graz[7]